# Pale Moon
Pale Moon — браузер, на базі Mozilla Firefox. Доступний для платформ на базі Windows, Linux, FreeBSD та MacOS і поширюється Moonchild Productions. Pale Moon — це той самий Firefox, але оптимізований під сучасні процесори, що підтримують розширений набір інструкцій на кшталт SSE2.
Pale Moon доступний для вільного завантаження як з відкритим кодом, так і в бінарному виконанні. Сама назва браузера перекладається як «Блідий Місяць». Браузер Pale Moon відрізняється від свого побратима деякою кількістю змін (здебільшого це твіки і видалений код) і компіляцією з оптимізацією під нові процесори (процесор з підтримкою SSE2, тобто Pentium IV або Athlon 64).
Більшість розширень Mozilla Firefox також працюють на Pale Moon. У 27 версії відбулося припинення підтримки розширень, котрі використовували Jetpack API, проте сумісність у 27.1 була частково повернута. На відміну від Firefox, розробники мають намір і надалі зберігати адаптацію браузера з плагінами, які використовують NPAPI, а також з розширеннями, котрі використовують XUL і бінарні компоненти XPCOM.

## Особливості (відмінності від оригінального Firefox)
- Прибрано: функціональність ActiveX, батьківський контроль, «Accessibility features».
- Вимкнено: інспектор, сканування файлів після завантаження.
- Додано: StatusBar, додаткові налаштування прокручування.
- Увімкнено: попередній перегляд вкладок при перемиканні.
- Змінено: положення елементів управління.
- Вимагає для роботи наявності сучасного процесора (наприклад, не працює з Athlon XP)
- Працює під Microsoft Windows, FreeBSD, OS X та Linux

## Частка ринку
| Частка десктоп-ринку згідно StatCounter станом на січень 2018 | Частка десктоп-ринку згідно StatCounter станом на січень 2018 | Частка десктоп-ринку згідно StatCounter станом на січень 2018 | Частка десктоп-ринку згідно StatCounter станом на січень 2018 | Частка десктоп-ринку згідно StatCounter станом на січень 2018 |
| ------------------------------------------------------------- | ------------------------------------------------------------- | ------------------------------------------------------------- | ------------------------------------------------------------- | ------------------------------------------------------------- |
|                                                               |                                                               |                                                               |                                                               |                                                               |
| Google Chrome                                                 | Google Chrome                                                 |                                                               | 65.98%                                                        | 65.98%                                                        |
| Mozilla Firefox                                               | Mozilla Firefox                                               |                                                               | 11.87%                                                        | 11.87%                                                        |
| Internet Explorer                                             | Internet Explorer                                             |                                                               | 7.28%                                                         | 7.28%                                                         |
| Safari                                                        | Safari                                                        |                                                               | 5.87%                                                         | 5.87%                                                         |
| Microsoft Edge                                                | Microsoft Edge                                                |                                                               | 4.11%                                                         | 4.11%                                                         |
| Opera                                                         | Opera                                                         |                                                               | 2.35%                                                         | 2.35%                                                         |
| UC Browser                                                    | UC Browser                                                    |                                                               | 0.87%                                                         | 0.87%                                                         |
| Яндекс.Браузер                                                | Яндекс.Браузер                                                |                                                               | 0.52%                                                         | 0.52%                                                         |
| Cốc Cốc                                                       | Cốc Cốc                                                       |                                                               | 0.22%                                                         | 0.22%                                                         |
| QQ Browser                                                    | QQ Browser                                                    |                                                               | 0.2%                                                          | 0.2%                                                          |
| Chromium                                                      | Chromium                                                      |                                                               | 0.13%                                                         | 0.13%                                                         |
| Sogou Explorer                                                | Sogou Explorer                                                |                                                               | 0.12%                                                         | 0.12%                                                         |
| Maxthon                                                       | Maxthon                                                       |                                                               | 0.12%                                                         | 0.12%                                                         |
| PhantomJS                                                     | PhantomJS                                                     |                                                               | 0.06%                                                         | 0.06%                                                         |
| 360 Secure Browser                                            | 360 Secure Browser                                            |                                                               | 0.06%                                                         | 0.06%                                                         |
| Pale Moon                                                     | Pale Moon                                                     |                                                               | 0.04%                                                         | 0.04%                                                         |
| Vivaldi                                                       | Vivaldi                                                       |                                                               | 0.04%                                                         | 0.04%                                                         |
| Mozilla Suite                                                 | Mozilla Suite                                                 |                                                               | 0.03%                                                         | 0.03%                                                         |
| SeaMonkey                                                     | SeaMonkey                                                     |                                                               | 0.03%                                                         | 0.03%                                                         |
| Amigo                                                         | Amigo                                                         |                                                               | 0.02%                                                         | 0.02%                                                         |
| Naver Whale                                                   | Naver Whale                                                   |                                                               | 0.01%                                                         | 0.01%                                                         |
| Інші                                                          | Інші                                                          |                                                               | 0.05%                                                         | 0.05%                                                         |

## Альтернативи
- Mypal (раніше New Moon)[9][10] — неофіційна збірка Pale Moon для Microsoft Windows XP.
- Waterfox